# 香港迪士尼樂園度假區街道列表
本列表為香港迪士尼樂園度假區街道的一覽表。
香港迪士尼樂園度假區所有道路於2004年12月17日刊憲命名，翌年8月16日通車。

## 竹篙灣公路

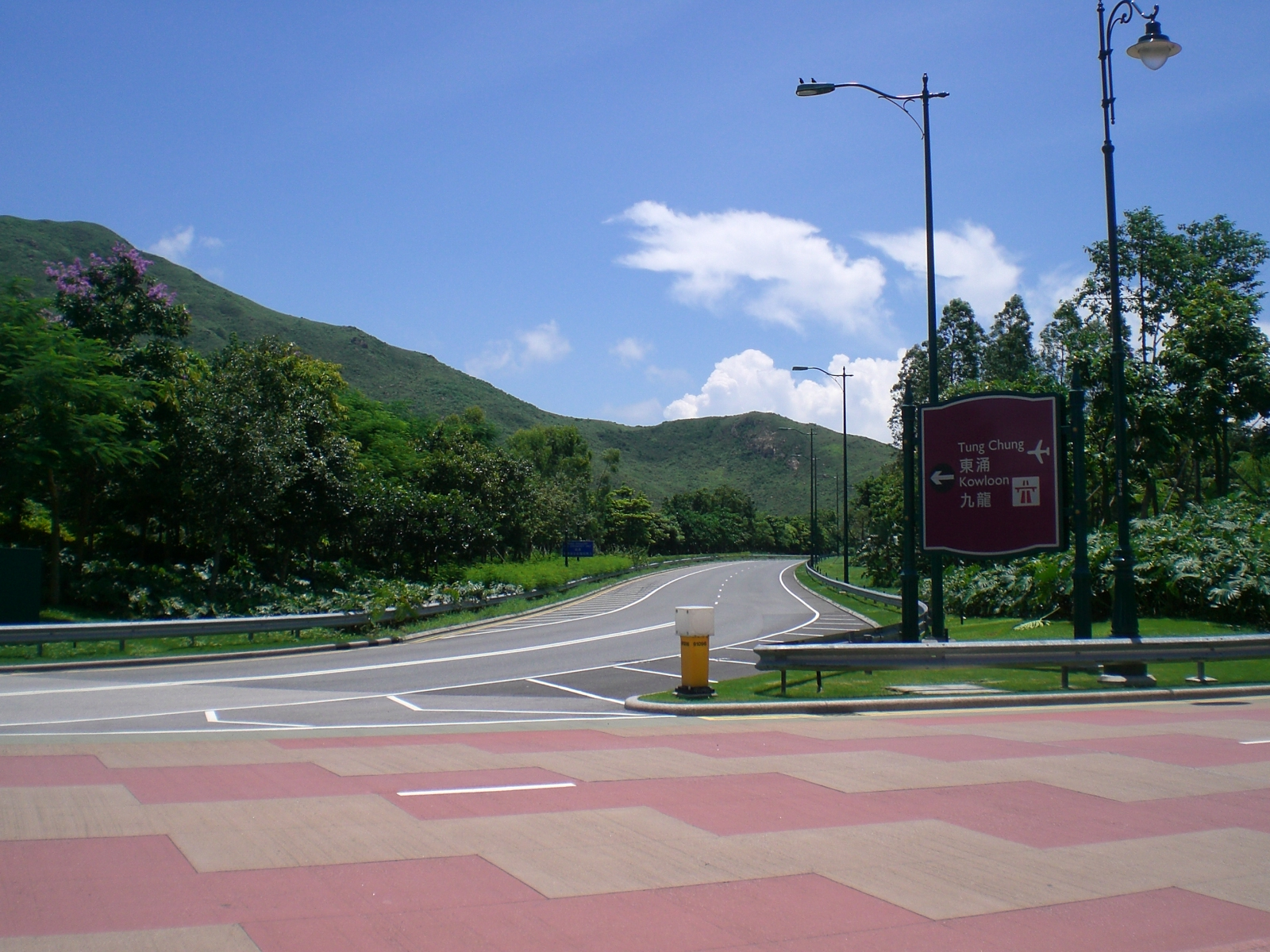
竹篙灣公路於神奇道入口

竹篙灣公路（英文：Penny's Bay Highway），是一條位於香港荃灣區的大嶼山北部，來往陰澳及竹篙灣的快速公路。它連接北大嶼山公路，長1.09公里，所有來往香港迪士尼樂園的巴士線（如R8線）皆會行經。
竹篙灣公路是香港第二條未被納入任何幹線系統的快速公路，另一條則為沙瀝公路。

## 神奇道

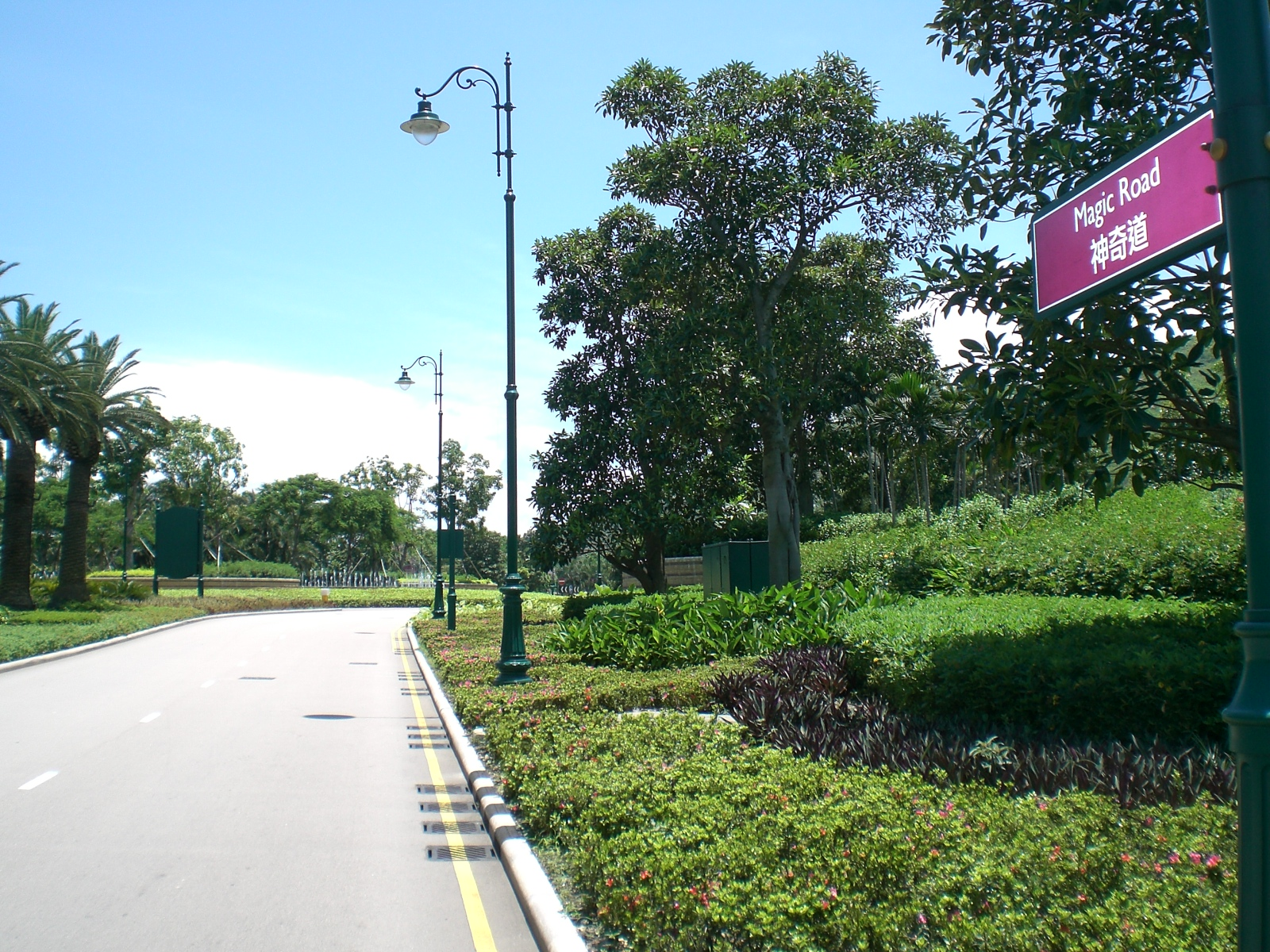
神奇道近迪欣湖

神奇道（Magic Road）是香港迪士尼樂園度假區其中一條道路。神奇道的兩端分別連接著欣澳道及香港迪士尼樂園酒店。神奇道屬荃灣區及離島區。

## 幻想道

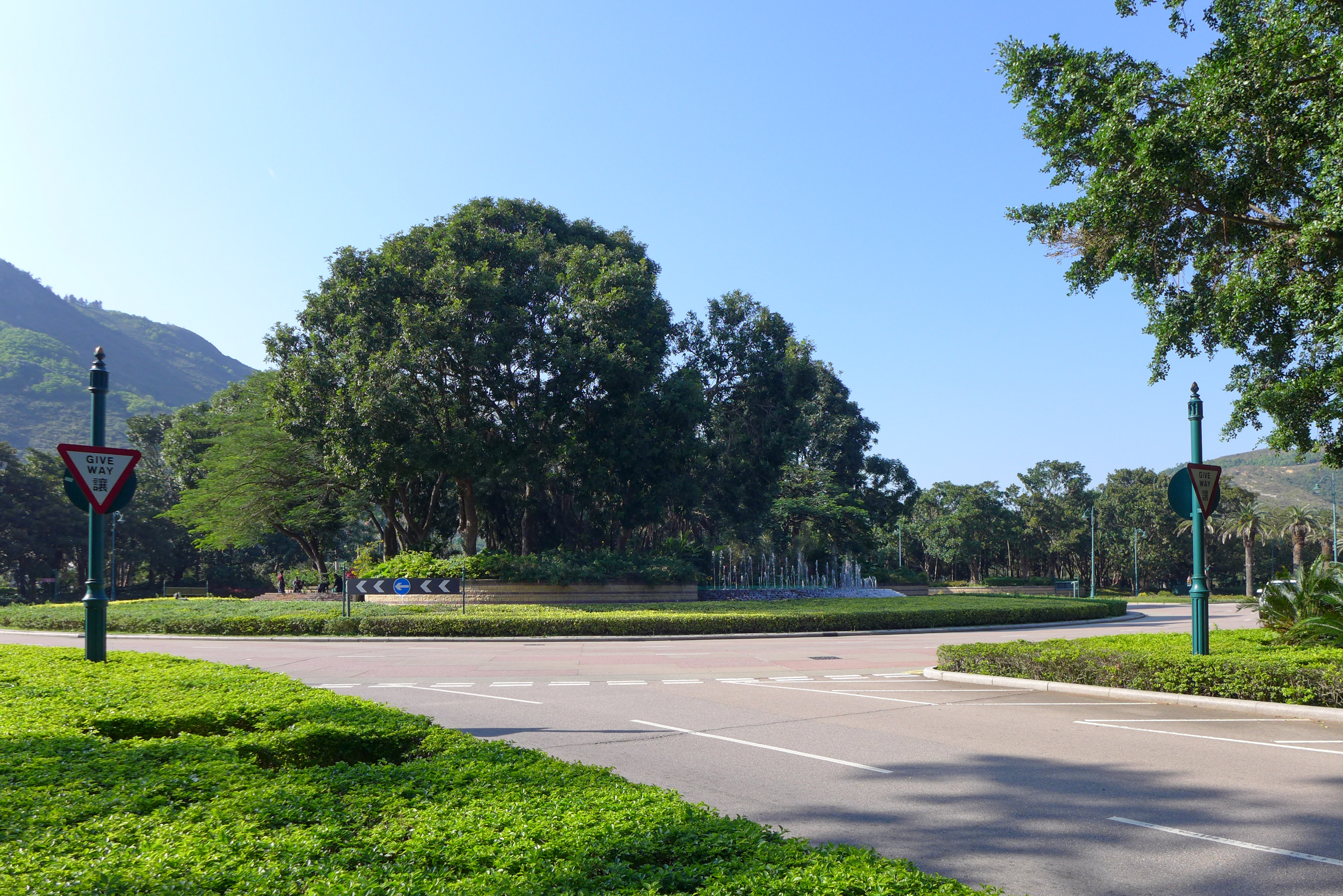
幻想道近神奇道

幻想道（英語：Fantasy Road），位於香港荃灣區竹篙灣的香港迪士尼樂園度假區，全線為四線至六線雙程行車，全長約1.6公里，屬私人路段。

## 欣澳道

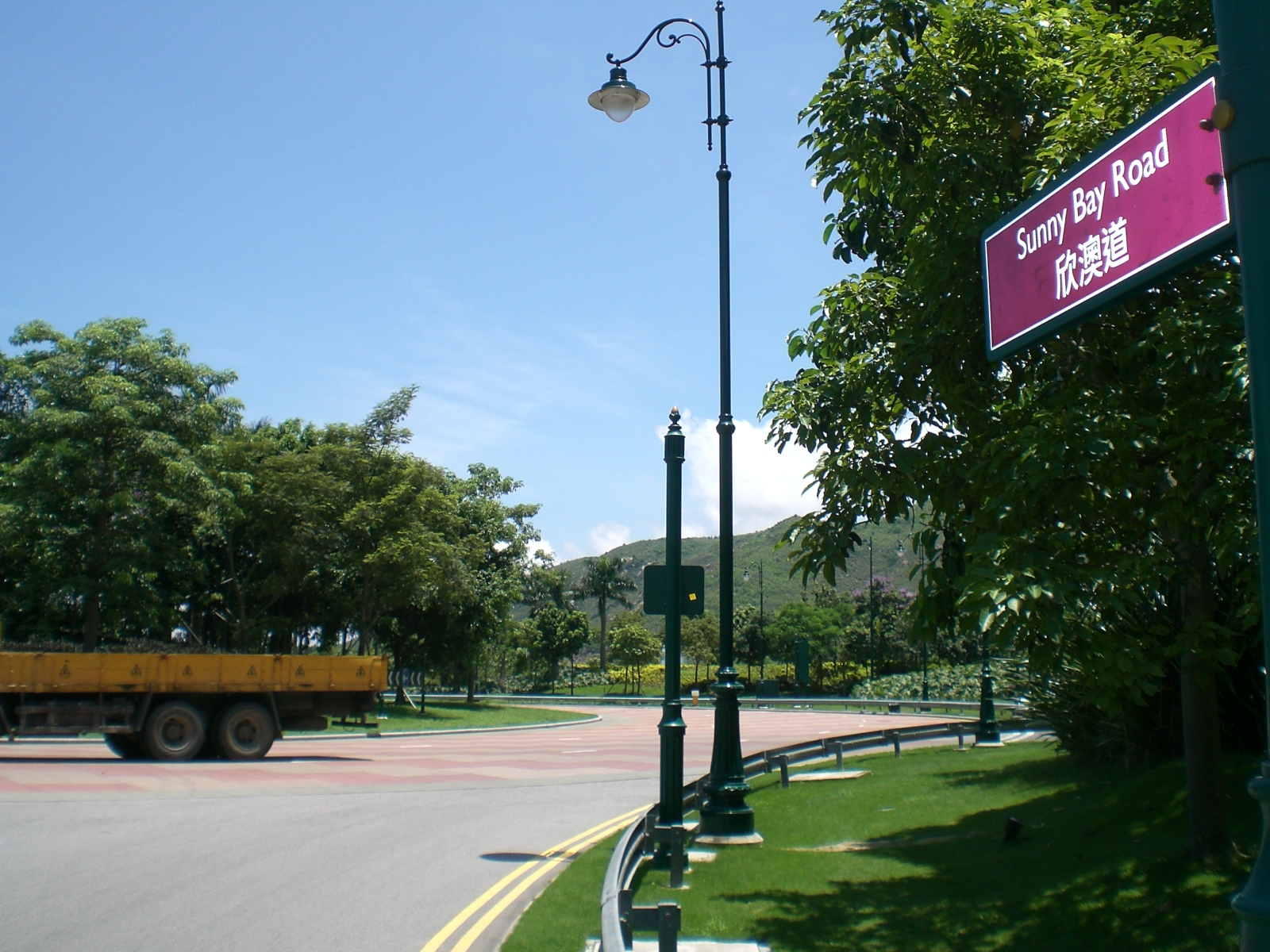
欣澳道路標

欣澳道（Sunny Bay Road）是荃灣區北大嶼山的一條道路，以神奇道及竹篙灣公路的迴旋處為起點，向東南方伸延至欣澳公共運輸交匯處，全長約2.5公里。